# Jan Skácel
Jan Skácel (ur. 7 lutego 1922 Vnorovy k. Strážnicy, zm. 7 listopada 1989 w Brnie) – morawski poeta, publicysta i tłumacz.

## Życie
Przez całe życie związany był z rodzinnymi Morawami. Pochodził z rodziny nauczycielskiej. Dzieciństwo spędził w Poštornej i Brzecławiu, gdzie w 1933 zaczął naukę w gimnazjum, w 1938 przeniósł się do Brna. Maturę zdał w 1941. Pracował potem jako bileter w kinie. W 1942 posłany został na roboty przymusowe do Rzeszy (St. Valentin, Wiener Neustadt, Ebensee). Studiował bohemistykę i rusycystykę na uniwersytecie w Brnie (1945–1948), ale studiów nie dokończył. Pracował m.in. w dziale kulturalnym brneńskiego dziennika „Rovnost”, w redakcji literackiej Radia Czechosłowackiego, a następnie w brneńskim miesięczniku „Host do domu”, którym przez kilka lat (1963–1969) kierował, do rozwiązania pisma w okresie tzw. normalizacji pełnił funkcję przewodniczącego jego rady redakcyjnej. W latach siedemdziesiątych był w swojej ojczyźnie skazany na milczenie. Oficjalnym uznaniem zaczęła się cieszyć jego twórczość dopiero po aksamitnej rewolucji, której poecie nie dane było dożyć.

## Nagrody i wyróżnienia
Jest laureatem nagrody Petrarki i nagrody Vilenicy.

## Twórczość

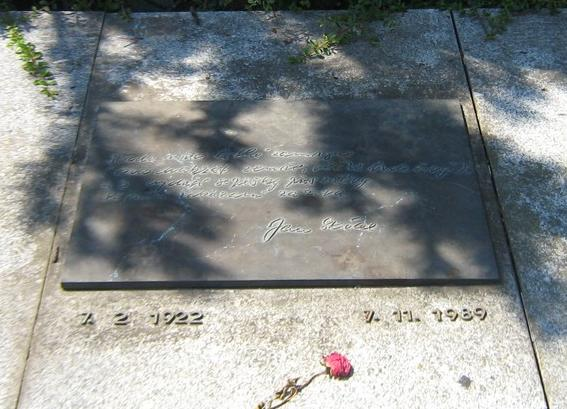
Grób Jana Skacela, Brno

Jego debiut czasopiśmienniczy („Studentský časopis”) przypada na 1938. Pierwszą, bardzo dojrzałą książkę, Kolik příležitostí má růže (Ile sposobności ma róża), wydał dopiero w 1957. Jest autorem zbiorków wierszy Co zbylo z anděla (1960, Co zostało z anioła), Hodina mezi psem a vlkem (1962, Godzina między psem a wilkiem), Smuténka (1965, Smucieńka), Metličky (1968, Miotełki), Chyba broskví (samizdat 1975, wyd. emigr. 1978, Wada brzoskwini), Ořišky pro černého papouška (samizdat 1976, wyd. emigr. 1980, Orzeszki dla czarnej papugi), Davné proso (1981, Dawne proso), Básně (wyd. emigr. 1982, Wiersze), Neděje s bukovými křídly (1983, Nadzieja z bukowymi skrzydłami, zawiera tomy Chyba broskví i Ořišky pro černého papouška), Odlévání do ztrceného vosku (1984, Odlewanie w utraconym wosku), Kdo pije potmě víno (1988, Kto po ciemku pije wino). Pośmiertnie wyszedł tom A znovu láska (1991, I znowu miłość). Pisał też dla czytelnika dziecięcego. Jest autorem zbioru felietonów Jedenáctý bílý kůň (1964, wyd. rozszerzone 1966, Jedenasty biały koń). Drugi tom próz, Třináctý černý kůň (Trzynasty czarny koń) ogłoszono pośmiertnie (1993).
W latach 1995–1996 ukazało się w wydawnictwie Blok trzytomowe wydanie jego poezji zebranych (tom trzeci to wiersze dla dzieci).
Debiutancka książka to typowe dla poezji czeskiej drugiej połowy lat pięćdziesiątych poszukiwanie wartości w życiu codziennym i w tradycji. Pojawia się już tu charakterystyczna dla całej twórczości Skácela skłonność do mityzacji i archetypicznych symboli. Z tomu na tom poeta zmierzał ku wypowiedzi coraz bardziej zwięzłej, zagęszczonej i precyzyjnej, często poprzestającej na aluzji i napomknieniu. Słowa dopełnia milczenie, niektóre utwory przypominają oszczędną, pełną niedomówień lirykę Dalekiego Wschodu. Z czasem chętniej niż w początkach twórczości poeta sięga po tradycyjne formy wersyfikacyjne, szczególnie ceni sobie czterowiersz. Z czystych konturów wiersza Skácela wyłania się mroczna wizja świata przesyconego niepokojem, tragizmem i cierpieniem, które wpisane jest w naturalny porządek rzeczy. Nienatrętny, ale czytelny jest etyczny wymiar tej twórczości.

## Działalność translatorska
Tłumaczył na czeski dzieła pisarzy antycznych (Sofokles, Plaut).

## Recepcja polska
W Polsce ukazała się monografia Agaty Firlej poświęcona poecie Czarny kruk. O Janie Skácelu i jego poezji, Poznań 2010, a także antologie poezji Skácela: Godzina między psem a wilkiem (Podkowa Leśna 1991) w przekładzie Józefa Waczkowa, Dobre rzeczy. Wybór poezji (Poznań 2010) w przekładzie Agaty Firlej, Bolą mnie litery (Bydgoszcz-Więcbork 2012) i Zakazany człowiek (Bydgoszcz 2015) w przekładzie Michała Tabaczyńskiego. 
Utwory Skácela publikowano u nas również w czasopismach (m.in. Literatura na Świecie, Topos).
Wiersze poety tłumaczył też Leszek Engelking, który wprowadził ich blok do swej antologii Maść przeciw poezji (Wrocław 2008).